# Steinway & Sons

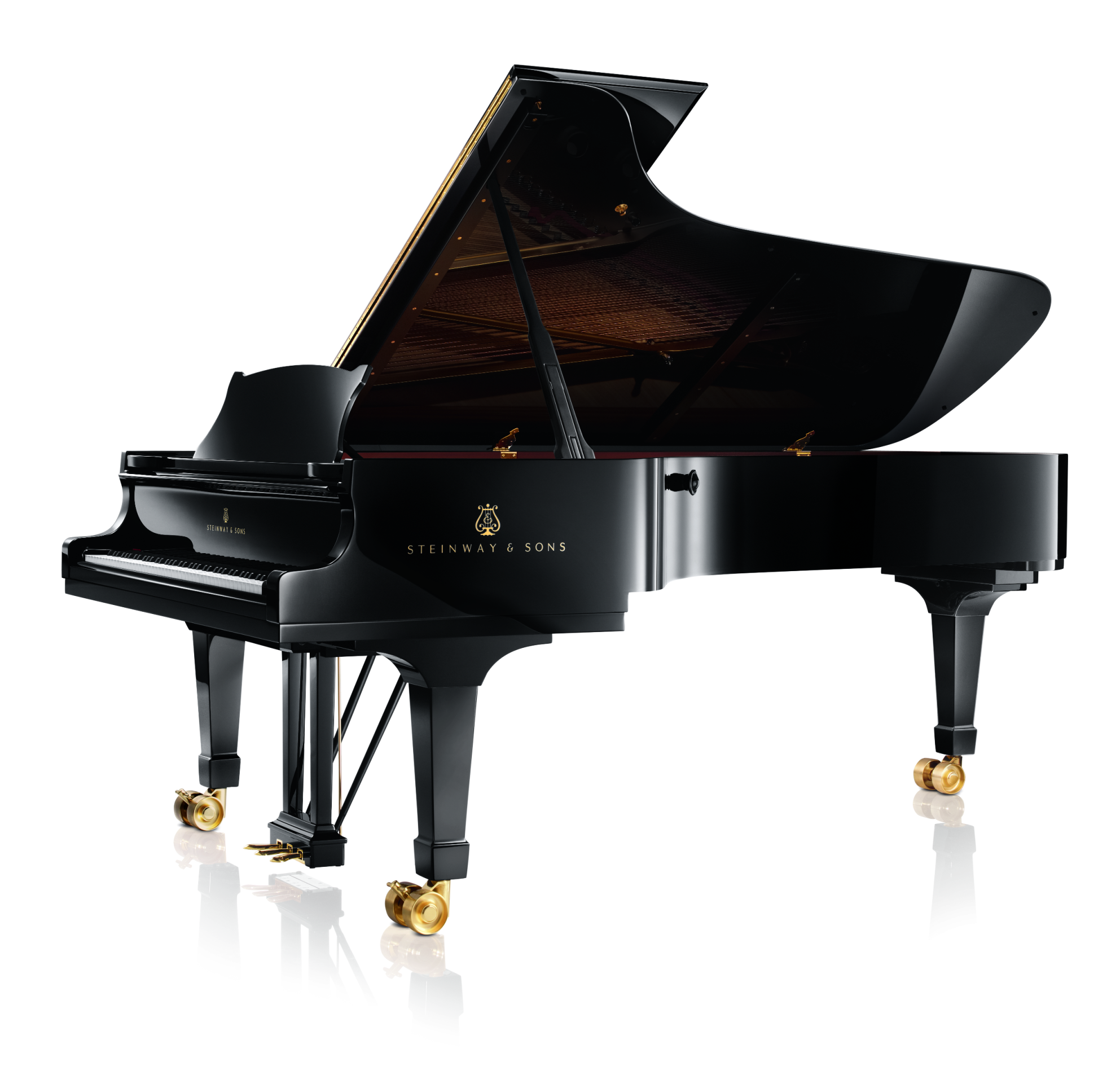
Fortepian firmy Steinway & Sons

Steinway & Sons, a także Steinway, (wymowa /ˈstaɪnweɪ/) – amerykańsko-niemieckie przedsiębiorstwo zajmujące się ręcznym produkowaniem fortepianów, założone w 1853 roku w Nowym Jorku, przez niemieckiego imigranta Heinricha Engelharda Steinwega (później Henry’ego E. Steinwaya).
Od 1995 roku Steinway & Sons wchodzi w skład konglomeratu Steinway Musical Instruments, który pod licznymi markami produkuje, oprócz fortepianów, instrumenty dęte, smyczkowe i perkusyjne.

## Wytwórnia fortepianów Steinway & Sons
Firma została założona w 1853 roku przez niemieckiego emigranta, Henry’ego Engelharda Steinwaya (Heinrich Engelhard Steinweg) na poddaszu przy Varick Street na Manhattanie. Henry był cieślą specjalizującym się w szafkach, a pierwszy fortepian zbudował w kuchni swojego domu w niemieckim mieście Seesen.
Do czasu otwarcia wytwórni Steinway & Sons stworzył 482 instrumenty. Pierwszy fortepian wykonany pod szyldem firmy o numerze 284 sprzedano jednej z nowojorskich rodzin za 500 dolarów. W chwili obecnej instrument jest wystawiony w Metropolitan Museum of Art w Nowym Jorku.
Przez kolejne 40 lat Henry wraz z synami: Henrym Jr., Albertem, C.F. Theodorem, Williamem i Charlesem, rozwijali pomysł na nowoczesny fortepian. Prawie połowa z opatentowanych przez firmę 114 rozwiązań powstała w tym właśnie czasie. Rewolucyjna stylistyka i dokładne wykonanie instrumentów Steinwaya prawie natychmiast przyniosły wytwórni krajowy rozgłos.
Od 1855 r., fortepiany Steinway otrzymały złote medale na kilkunastu wystawach w Stanach Zjednoczonych i Europie. Międzynarodowy rozgłos wytwórni przyniosła wystawa w Paryżu w 1876 r., gdzie fortepian tej firmy otrzymał medal „Grand Gold Medal of Honor” za wyjątkową stylistykę i technikę wykonania. Był to pierwszy przypadek, gdy amerykańska firma otrzymała to właśnie wyróżnienie.
Szybko instrumenty te zdobyły uznanie, wzbudzając zachwyt najlepszych pianistów świata. W roku 1866 firma Steinway & Sons otworzyła pierwszą własną salę koncertową, a wytwórnię przeniesiono do aktualnej siedziby w nowojorskiej dzielnicy Queens, budując „Wioskę Steinwaya”. Było to właściwie miasteczko, gdyż posiadało pełną infrastrukturę: odlewnie, fabrykę, pocztę, parki i kwatery dla pracowników.
W roku 1871 zmarł Henry senior, a kierownictwo firmy przejęli jego synowie C.F. Theodore i William. Jako spełniony pianista, C.F. Theodore był odpowiedzialny  za techniczne wykonanie instrumentów i osobiście zapewnił firmie 41 patentów. W tym samym roku William pomógł w stworzeniu salonu pokazowego w Londynie. Pięć lat później, otwarto fabrykę instrumentów w Hamburgu, wraz z salonem sprzedaży. Kolejny punkt sprzedaży otwarto w Berlinie w 1909 roku.
Dziś firma Steinway & Sons produkuje około 5000 instrumentów rocznie. Ponad 1300 uznanych na świecie artystów i zespołów muzycznych szczyci się posiadaniem tytułu Artysty Steinwaya. Żaden artysta, ani grupa muzyczna nie otrzymuje za firmowanie instrumentów firmy pieniędzy, każdy z nich posiada jednak instrument firmy Steinway & Sons i wykorzystuje go podczas występów. W Ameryce Północnej artyści mogą wybrać egzemplarz, na którym chcą zagrać z unikatowego „banku instrumentów”, zawierającego ponad 300 instrumentów o łącznej wartości ponad 15 milionów dolarów. Fortepiany „banku” rozmieszczone są na całym terenie Stanów Zjednoczonych, a ich stan gotowości do koncertowania utrzymywany jest przez sieć autoryzowanych dealerów. W innych krajach, każde ważniejsze dla muzyki miejsce wyposażone jest w fortepian Steinway.

## Numery seryjne produkcji

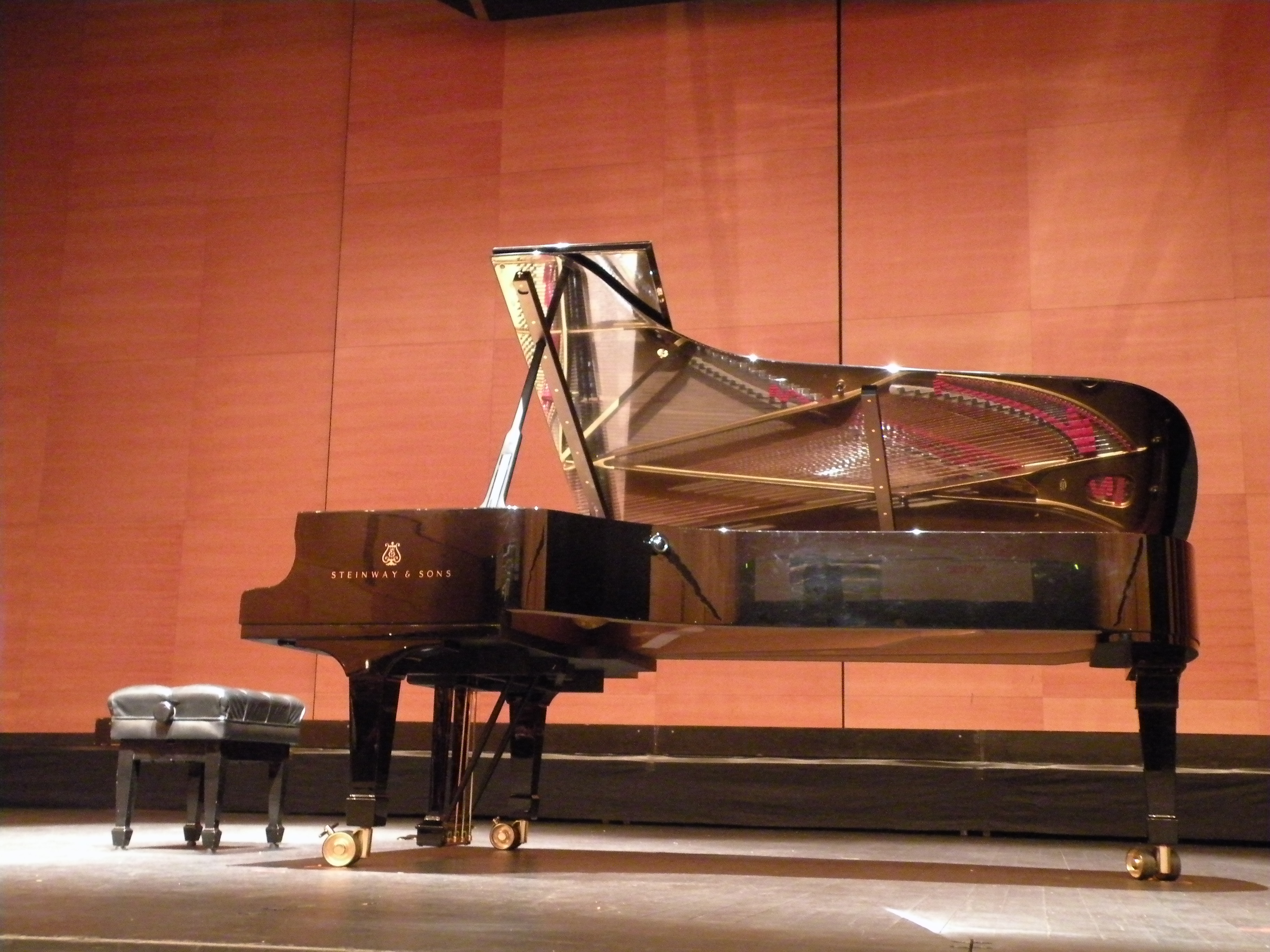
Fortepian firmy Steinway & Sons

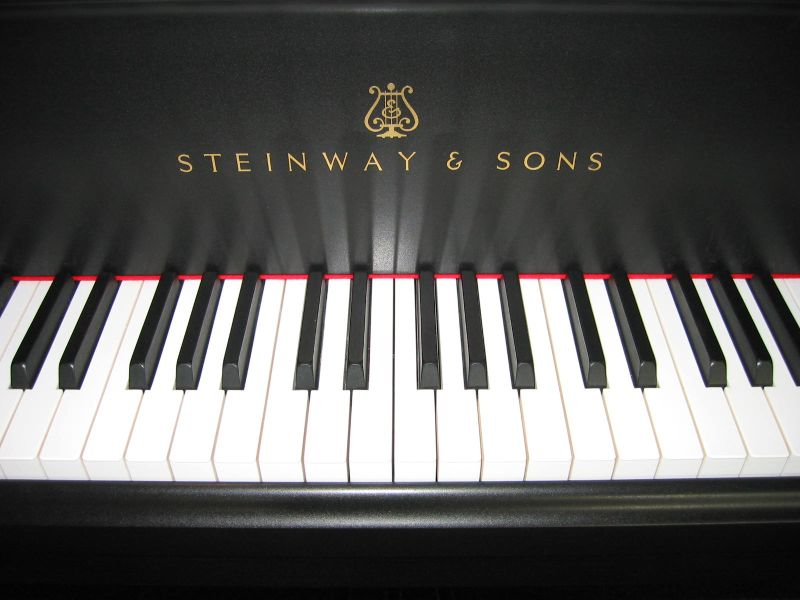
Logo firmowe

1853 r. – 483
1856 r. – 1000
1858 r. – 2000
1860 r. – 3000
1861 r. – 5000
1863 r. – 7000
1864 r. – 9000
1865 r. – 11000
1866 r. – 13000
1867 r. – 15000
1868 r. – 17000
1869 r. – 19000
1870 r. – 21000
1871 r. – 23000
1872 r. – 25000
1873 r. – 27000
1874 r. – 29000
1875 r. – 31000
1876 r. – 33000
1877 r. – 35000
1878 r. – 40000
1881 r. – 45000
1883 r. – 50000
1886 r. – 55000
1887 r. – 60000
1889 r. – 65000
1891 r. – 70000
1893 r. – 75000
1894 r. – 80000
1896 r. – 85000
1898 r. – 90000
1900 r. – 95000
1901 r. – 100000
1902 r. – 105000
1904 r. – 110000
1905 r. – 115000
1906 r. – 120000
1907 r. – 125000
1908 r. – 130000
1909 r. – 135000
1910 r. – 140000
1911 r. – 150000
1912 r. – 155000
1913 r. – 160000
1914 r. – 165000
1915 r. – 170000
1916 r. – 175000
1917 r. – 185000
1918 r. – 190000
1919 r. – 195000
1920 r. – 200000
1921 r. – 205000
1922 r. – 210000
1923 r. – 220000
1924 r. – 225000
1925 r. – 235000
1926 r. – 240000
1927 r. – 255000
1928 r. – 260000
1929 r. – 265000
1930 r. – 270000
1931 r. – 271000
1932 r. – 274000
1933 r. – 276000
1934 r. – 278000
1935 r. – 279000
1936 r. – 284000
1937 r. – 289000
1938 r. – 290000
1939 r. – 294000
1940 r. – 300000
1941 r. – 305000
1942 r. – 310000
1943 r. – 314000
1944 r. – 316000
1945 r. – 317000
1946 r. – 319000
1947 r. – 322000
1948 r. – 324000
1949 r. – 328000
1950 r. – 331000
1951 r. – 334000
1952 r. – 337000
1953 r. – 340000
1954 r. – 343000
1955 r. – 346500
1956 r. – 350000
1957 r. – 355000
1958 r. – 358000
1959 r. – 362000
1960 r. – 366000
1961 r. – 370000
1962 r. – 375000
1963 r. – 380000
1964 r. – 385000
1965 r. – 390000
1966 r. – 395000
1967 r. – 400000
1968 r. – 405000
1969 r. – 412000
1970 r. – 418000
1971 r. – 423000
1972 r. – 426000
1973 r. – 431000
1974 r. – 436000
1975 r. – 439000
1976 r. – 445000
1977 r. – 450000
1978 r. – 455300
1979 r. – 463000
1980 r. – 468500
1981 r. – 473500
1982 r. – 478500
1983 r. – 483000
1984 r. – 488000
1985 r. – 493000
1986 r. – 498000
1987 r. – 503000
1988 r. – 507700
1989 r. – 512600
1990 r. – 516700
1991 r. – 521000
1992 r. – 523500
1993 r. – 527000
1994 r. – 530000
1995 r. – 533500
1996 r. – 537200
1997 r. – 540700
1998 r. – 545600
1999 r. – 549600
2000 r. – 554000
2001 r. – 558000
2002 r. – 562500
2003 r. – 567000
2004 r. – 571000
2005 r. – 574500
2006 r. – 578500
2007 r. – 582500
2008 r. – 584600
2009 r. – 587500
2010 r. – 589500